# Ninoe leptognatha
Ninoe leptognatha är en ringmaskart som beskrevs av Ehlers 1900. Ninoe leptognatha ingår i släktet Ninoe och familjen Lumbrineridae.
Artens utbredningsområde är Mexikanska golfen. Inga underarter finns listade i Catalogue of Life.